# Rytm trzeci
Rytm trzeci – odmiana zapisu EEG, rytmiczna czynność w zakresie częstotliwości alfa lub górnej theta. Rejestrowana przez elektrody nadtwardówkowe z okolic środkowo-skroniowych. Przy rejestracji z powierzchni czaszki jest obserwowany u pacjentów po kraniotomii z ubytkiem kości czaszki.